# USS Indianapolis (SSN-697)
El USS Indianapolis (SSN-697) de la Armada de los Estados Unidos es un submarino nuclear de ataque de la clase Los Angeles. Fue colocada su quilla en 1974, botado en 1977 y asignado en 1980.

## Historia
Construido por el General Dynamics Electric Boat (Groton, Connecticut), fue puesto en gradas el 19 de octubre de 1974, botado el 30 de julio de 1977 y asignado el 5 de enero de 1980.
Fue de baja el 18 de febrero de 1998 y permanece a disposición del Programa de Reciclaje de Buques y Submarinos en el Puget Sound Navy Yard de Bremerton, Washington.